# Fulgora laternaria
Fulgora laternaria är en insektsart som först beskrevs av Linné 1758.  Fulgora laternaria ingår i släktet Fulgora och familjen lyktstritar. Inga underarter finns listade i Catalogue of Life.

## Bildgalleri

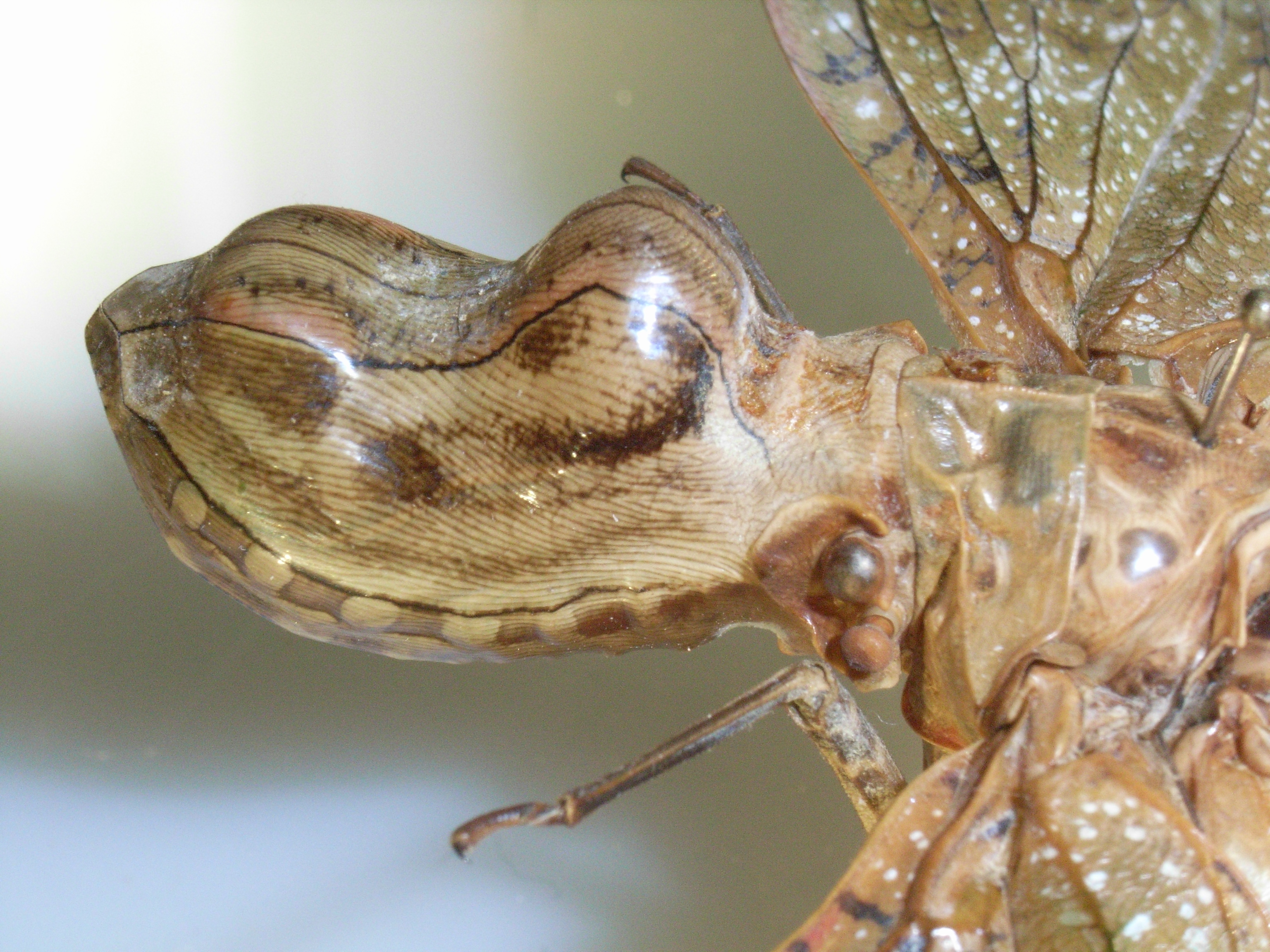
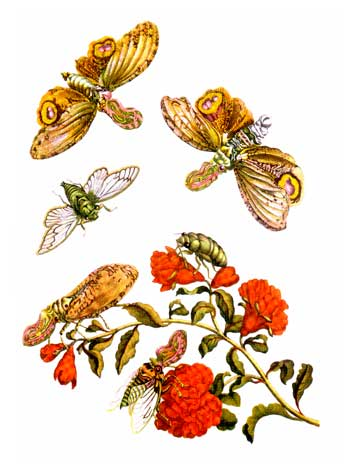